# Можга – Єлабуга – Нижньокамськ
Можга – Єлабуга – Нижньокамськ – газопровідна система, що здійснює живлення ряду індустріальних центрів Татарстану.
В 1966 – 1972 роках потужні промислові центри Нижньокамськ (нафтохімічне виробництво, Нижньокамська ТЕЦ-1), Набережні Челни (завод Камаз, Набережночелнинська ТЕЦ), Єлабуга, Мєндєлєєвськ отримали доступ до природного газу через відгалуження від трубопроводу Міннібаєво – Іжевськ, а Нижньокамськ та Набережні Челни з середини 1980-х – також через газопровід Соковка – Нижньокамськ. Втім, споживання ресурсу зростало і в 1994-му ввели в дію газопровід Можга – Єлабуга довжиною 85 км та діаметром 1020 мм, який отримує ресурс на компресорній станції «Можга» газопровідної системи Перм – Горький.
В 2020-му запустили ділянку довжиною 30 км та діаметром 1200 мм, яка пройшла під руслом Ками та сполучила Єлабугу з нижньокамським промисловим вузлом (де на той час з'явилась потужна Нижньокамська ТЕЦ-2). При цьому за допомогою техніки спрямованого горизонтального буріння спорудили переходи під ріками Кама, Кріуша та Танайка завдовжки 1300, 550 та 280 метрів відповідно. Річна потужність перемички становить 4 млрд м3 на рік.
З плином часу споживання газу в регіоні зростало, зокрема, в середині 2010-х ввели в дію завод аміаку та метанолу в Мєндєлєєвську. Враховуючи тенденцію, існують плани спорудження у другій половині 2020-х другої нитки Можга – Єлабуга, яка б могла перекачувати 7,5 млрд м3 на рік.